# فرانسه در المپیک تابستانی ۲۰۰۴
فرانسه در بازی‌های المپیک تابستانی ۲۰۰۴ که در شهر آتن یونان برگزار شد، کاروان فرانسه با ۳۰۸ ورزشکار در این رقابت‌ها شرکت کرد و موفق به کسب ۳۳ مدال (۱۱ طلا، ۹ نقره، ۱۳ برنز) شد. در جدول رتبه‌بندی توزیع مدال‌ها، فرانسه در ردهٔ ۷ مسابقات قرار گرفت.